# FútbolCanal
Fútbol Canal (estilizado como fútbol|CANAL) es un canal de televisión por suscripción boliviano. Es propiedad de la Federación Boliviana de Fútbol, quien gestiona los derechos de la Primera División de Fútbol desde la temporada 2025 y revende los derechos de emitir el canal a varias operadoras de cable.
Comenzó sus transmisiones el 12 de febrero de 2025, coincidiendo con el inicio de la Copa COTAS 2025. Se complementa con la aplicación FBF Play, quien ofrece también todos los partidos de la selección de fútbol boliviano. Su centro de operaciones se encuentra en los estudios de Bolivia TV de la ciudad de El Alto. 

## Historia

### Antecedentes

#### Crisis del fútbol boliviano (2020)
Sport TV Rights fue la dueña de los derechos de televisación de la Primera División de Bolivia (y por tanto, de la -extinta- Liga del Fútbol Profesional Boliviano) desde el año 2013 hasta 2020, derechos compartidos en señal abierta primero con ATB (solo con el Club Bolívar y solo durante el torneo del año 2013) y que fueron revendidos tanto a Tigo Sports (desde 2014) como a Bolivia TV (de 2010 a 2019).
Sport TV Rights tenía derecho a una renovación para la gestión 2021-2024. Sin embargo, una serie de factores complicaron la renovación de esos derechos. Debido a la situación complicada por la Pandemia de COVID-19 en Bolivia así el fallecimiento de Cesar Salinas (presidente de la Federación Boliviana de Fútbol) en ejercicio de sus funciones, fueron las causas por las cuales Sport TV Rights nunca pudo acceder a una renovación de los derechos, incluso teniendo cláusulas a su favor. 

#### Licitación a Tigo (2021-2024)
Marcelo Claure, entonces presidente del Club Bolívar, hizo una oferta por un monto total de $us 100 millones por las gestiones 2020-2030, lo que provocó que los representantes de la División Profesional exigieran suspender la licitación y la realización de una nueva convocatoria.  Esa oferta posteriormente fue rechazada por la Federación, provocando malestar entre el aficionado boliviano por la falta de voluntad de la dirigencia. Por ello, la Federación ya había hecho una licitación (donde se presentaron The Walt Disney Company Latin America, Turner Broadcasting System Latin America, Tigo Sports, Sports TV Rights, GOL TV, Fecotel, Ceo Nexus Sport, Comteco, Unitel y Entel). Debido a la falta de resolución en los conflictos jurídicos entre Sport TV Rights y la Federación, Turner (junto con el resto de ofertantes) retiraron sus ofertas para el balompié boliviano. 
Finalmente, Tigo (una filial de la compañía Millicom), adquirió los derechos del futbol boliviano de manera provisional y durante el periodo 2021-24, por $us 48,6 millones, dejando de lado tanto la oferta de Claure, así como la de Turner (de $us 50 millones). 

### Creación del canal

#### Pruebas experimentales
Fernando Costas, presidente de la Federación, anunció que luego de la finalización del contrato con Tigo, lanzaría un canal de televisión por suscripción dedicado exclusivamente a la transmisión de la Primera División. Fue denominado El Canal del Fútbol Boliviano como nombre provisional, una idea similar a su contraparte chilena, CDF. Luego de convocar a un Congreso Extraordinario, Costas presentó la idea a los directivos del Comité Ejecutivo de la Federación, la cual fue aprobada. El Canal del Fútbol Boliviano no solo se adjudicó la Primera División, sino también los partidos de las eliminatorias de la selección boliviana de fútbol (que pertenecían a Mediapro), así como la Copa Simón Bolívar.  
Inició su transmisión experimental el 24 de marzo de 2023, en el partido amistoso Bolivia vs. Uzbekistán, por medio de la aplicación FBF Play, teniendo la misma una suscripción de entre Bs. 25 y Bs. 50.  Muchos usuarios reportaron fallas en la señal nativa de la aplicación, así como una baja calidad tanto de la transmisión como del audio.

#### Inicio de transmisiones
Luego de la aprobación del Consejo Extraordinario, se oficializó el nombre a Fútbol Canal, con el interés de varias cableoperadoras por incluirlo a su grilla de canales y siendo la Federación quien ofrece directamente el servicio por el periodo 2025-2028.  Fútbol Canal inició formalmente sus transmisiones el 12 de febrero de 2025, con el partido inaugural del Torneo de Verano "Copa COTAS 2025", entre el Club ABB y Totora Real Oruro. Al momento de iniciar el partido, firmó con Tuves, Entel TV Smart, Maplenet, AXS, XDigital y Cotas (Santa Cruz), Cotes (Chuquisaca), Coteor (Oruro), Cotap (Potosí) y COTEL (La Paz), para la transmisión del partido. 

## Transmisiones

### Fútbol
- Primera División de Bolivia
- Campeonato Boliviano de Fútbol Femenino
- Copa Simón Bolívar
- Torneo Nacional de Fútbol Playa
- Copa División Profesional Sub-19
- Torneo de Verano "Copa COTAS"
- Torneos de Futsal
- División Aficionados
- Amistosos de la Selección de fútbol de Bolivia

### Eventos sudamericanos
- Clasificación de Conmebol para la Copa Mundial de Fútbol de 2026 (solo selecciones de Argentina, Bolivia, Brasil y Ecuador)
- Copa América (producido para Ecor Ltda. - Unitel)